# Nova História Qing
Predefinição:Info/Escola historiográfica
A Nova História Qing é uma escola historiográfica que ganhou destaque nos Estados Unidos por volta da década de 1990 ao oferecer uma ampla revisão da história da dinastia manchu Qing. Historiadores anteriores à formação desta escola deram ênfase ao poder dos chineses han de “sinizar” os seus conquistadores, isto é, de assimilar e torná-los chineses no seu pensamento e nas suas instituições. Na década de 1980 e no início da década de 1990 alguns académicos americanos começaram a aprender manchu e aproveitaram os arquivos recém-abertos da língua chinesa e manchu. Esta pesquisa descobriu que os governantes manchus eram experientes na manipulação dos seus súbditos e, desde a década de 1630 até pelo menos ao século XVIII, os imperadores desenvolveram um sentido de identidade manchu e usaram tanto modelos de governo da Ásia Central como confucionistas. De acordo com alguns estudiosos, no auge do seu poder os Qing consideravam a "China" apenas uma parte, embora muito importante, de um império muito mais amplo que se estendia pelos territórios da Ásia Interior da Mongólia, Tibete e Nordeste (hoje por vezes chamado de Manchúria) e Sinquião.
Alguns estudiosos (incluindo Ping-ti Ho) criticaram a abordagem por esta exagerar o carácter manchu da dinastia, e alguns na China acusam os historiadores americanos desta escola de impor preocupações americanas como raça e identidade ou mesmo de intenções imperialistas para enfraquecer a China. Contudo, também há quem na China concorde que esta onda abriu novas perspectivas para o estudo da história Qing.
O uso da "Nova História Qing" como abordagem deve ser diferenciado da história em vários volumes da dinastia Qing que o Conselho de Estado da República Popular da China tem escrito desde 2003, que também é ocasionalmente chamada de "Nova História Qing". Na verdade, este projecto de estado, uma revisão do Rascunho da História Qing dos anos 1930, foi escrito especificamente para refutar a Nova História Qing.

## Origens
As origens da Nova História Qing encontram-se nos Estudos da Ásia Interior. Um historiador de Harvard, Joseph Fletcher, estudou as línguas e as culturas da Ásia Central; ele foi um dos que desacreditaram a ideia de que quase todos os documentos manchus eram traduções do chinês e que pouco acrescentariam aos registos. Ele escreveu em 1981: "Os estudiosos Qing que desejam fazer um trabalho de primeira classe nos arquivos devem, de agora em diante, aprender manchu e comparar rotineiramente as fontes manchu e chinesas para as suas pesquisas." Beatrice Bartlett, uma historiadora de Yale que estudou manchu com Fletcher, relatou num artigo, 'Livros de Revelações', que os arquivos em Taiwan e Pequim revelaram muitos segredos que exigiam conhecimento da língua manchu.
O Grande Conselho do imperador Yongzheng, por exemplo, operou apenas em manchu até à década de 1730, e muitos outros éditos e memoriais importantes não tinham traduções chinesas. O uso oficial do manchu, argumentou ela, não diminuiu durante o século XIX. Ela concluiu que os arquivos de materiais manchu tinham uma maior probabilidade de estarem completos, já que eram menos prováveis de terem sido invadidos, removidos ou perdidos.
A Nova História Qing assumiu uma forma distinta em meados da década de 1990. Em 1993 Crossley e Rawski resumiram os argumentos para o uso de materiais na língua manchu, que eles e outros haviam explorado nos arquivos recém-abertos em Pequim e estavam a começar a usar nas suas publicações. O discurso de Evelyn Rawski, "Revendo o Qing: o significado do período Qing na história chinesa", na reunião anual da Associação para Estudos Asiáticos em 1996, criticou particularmente a questão da "sinização" do Qing que havia sido levantada por Ping-ti Ho no seu artigo de 1967 "O Significado do Período Qing na História Chinesa". O pensamento de Rawski foi baseado num conceito de história centrado em manchu e indicou que a razão pela qual os governantes Qing puderam governar com sucesso a China por quase 300 anos não foi o resultado da sinização, adoptando as características do domínio e da cultura chinesa Han, mas pelo seu foco em manter as características da cultura manchu. Eles usaram essas características para fortalecer as relações com outras nacionalidades para construir um império multirracial que incluía os manchus, han, mongóis, tibetanos, uigures e outras nacionalidades. Para melhor governar o seu império multiétnico, por exemplo, o imperador Kangxi fixou a sua residência de verão na Residência de Montanha Chengde, ao norte da Grande Muralha. Esse tornou-se o centro histórico da cidade de Chengde, que o imperador Qianlong ampliou consideravelmente, incluindo com uma réplica do Palácio de Potala em Lassa.
Em resposta, Ping-ti Ho publicou "Em defesa da Sinização: Uma Refutação de 'Revendo o Qing' de Evelyn Rawski". Ele argumentou que o padrão da história chinesa era para uma dinastia de conquista adoptar formas chinesas de governo e cultura, e atacou Rawski pelo seu manchu-centrismo.
A escola que agora é conhecida como a "Nova História Qing" desenvolveu-se após a discussão. Em 2011 o historiador Huang Pei publicou uma monografia que desenvolveu as objecções apresentadas por Ping-ti Ho.
Existem contudo diferenças entre os estudiosos desta nova escola. Por exemplo, o livro Revendo o Qing de Rawski e o The Manchu Way de Elliott consideram o Qing como um império manchu, com a China sendo apenas uma parte. No entanto, Pamela Kyle Crossley vê o império não como um império manchu, mas como um sistema "simultâneo" no qual o governo não está subordinado aos chineses ou a qualquer outra cultura única. Ela criticou a nova escola "centrada em manchu" como estando virada para um romantismo e uma confiança em teorias refutadas sobre a língua e história "altaica", mas parece incluir-se na escola do império Qing, à qual ela chama de "Estudos Qing".
Em 2015 o historiador Richard J. Smith relatou que um "meio-termo" interpretativo emergiu entre as visões de Rawski e Crossley, por um lado, e Ho e Huang, do outro. O próprio Smith havia chegado à conclusão de que "o império Qing" e a "China" não eram a mesma coisa e que Qing deveria ser colocado não apenas num contexto manchu mas num contexto que incluísse a Ásia Interior em geral e que visse a China num campo global. A visão menos "sinocentrica", continuou Smith, que colocava menos ênfase na "sinização", havia conquistado a maioria dos estudiosos ocidentais na China, apesar de continuar a haver debates sobre "questões de grau".

## Respostas
Os argumentos apresentados na História da Nova Qing inspiraram debates sobre vários pontos específicos.
O estudioso Zhao Gang respondeu contra os historiadores revisionistas observando que eles afirmavam que os Qing usavam apenas "China" (中國) para abranger apenas o povo Han (漢人) e as "dezoito províncias" e apontou que, de facto, a China propriamente dita e o povo Han não eram sinónimos de "China" na visão Qing de acordo com o próprio trabalho de Mark Elliott. A dinastia Han usou zhongguo (中國) para se referir apenas às áreas Han, mas a dinastia Qing reinventou a definição de zhongguo (中國) para se referir a áreas não-Han também. Zhao Gang citou documentos Qing com Qing sendo usado para o termo Manchu Dulimbai Gurun (uma tradução directa de "中國", zhongguo; "Reino Central") em textos manchu e zhongguo em textos chineses para se referir a todo Qing, incluindo Manchúria, Xinjiang, Mongólia e Tibete como "China", em documentos oficiais, decretos, tratados, em textos como o Tratado de Nerchinsk, Tratado de Kyakhta (1768), uma declaração de 1755 do Imperador Qianlong, um memorial em língua manchu na conquista de Dzungaria, nos argumentos de Qianlong para a anexação de Xinjiang, e nas políticas de sinização de Qianlong em partes de Xinjiang.
Mark Elliott escreveu que foi sob a era Qing que a "China" se transformou numa definição de referência a terras onde o "estado reivindicou soberania", em vez de apenas a área das Planícies Centrais e ao seu povo no final do século XVIII.
Elena Barabantseva também observou que os manchus se referiam a todos os súbditos do império Qing, independentemente da etnia, como "chineses" (中國 之 人), e usavam o termo zhongguo (中國) como sinonimo de todo o império Qing, mas usavam "Hanren" (漢人) para se referir apenas à área central do império, com todo o império considerado multiétnico.
Joseph W. Esherick observa que embora os imperadores Qing governassem áreas fronteiriças não-han num sistema diferente e separado sob o Lifan Yuan e as mantivessem separadas das áreas e da administração Han, foram os imperadores manchu Qing que expandiram a definição de zhongguo (中國) e tornaram o termo "flexível" ao usa-lo para se referirem a todo o império.

### Outros pontos
Os estudiosos discordam sobre se ou o quanto os governantes manchus usaram novas formas de ritual imperial para exibir novas formas de império ou rituais contínuos dos Ming para mostrar que se viam como herdeiros de um império chinês Han. A revisão de Roger Des Forges dos Espectáculos Marciais da Corte Ming de David M. Robinson criticou estudiosos das dinastias de conquista e da Nova História Qing. Ele notou que o tema marcial da dinastia Ming foi copiado pelos Qing e discordou daqueles que procuraram apresentá-lo como um aspecto Qing. Ele elogiou Robinson por diferir de estudiosos que seleccionaram certos imperadores Ming e Qing para contrastar as suas diferenças e por não confundir Han com "chinês" e não traduzir o termo "zhongguo".
A Nova História Qing, de acordo com Tristan G. Brown, em 2011, não explorou o exemplo do Islão e dos muçulmanos para testar o seu argumento de que os primeiros imperadores Qing aspiravam a ser monarcas universais. Brown descobre que uma inscrição do imperador Qianlong mostrou que ele queria incorporar Xinjiang e o Islão no seu império e que essa inscrição, juntamente com a "dualidade estrutural inventiva da arquitectura cino-islâmica com formas arquitectónicas turco-islâmicas da Ásia Central", era o "caso mais convincente" de que a Nova História Qing também se aplica ao Islão chinês.

### Na China (oposição)
No jornal Chinese Social Sciences Today, uma publicação oficial da Academia Chinesa de Ciências Sociais, Li Zhiting, um estudioso do Comité Nacional de Compilação da Dinastia Qing, acusou que "a 'Nova História Qing' é academicamente absurda e politicamente prejudicial à unidade da China..." Ele procurou "expor a sua máscara de bolsa de estudos pseudo-académica, eliminando o efeito deletério que teve sobre a bolsa de estudos na China". Li continuou a acusar que "toda a gama de pontos de vista que [os estudiosos da Nova História Qing] expressam são clichés e estereótipos, pouco mais do que versões sem qualquer valor num tom académico do imperialismo ocidental e do imperialismo japonês do século XIX". Estudiosos americanos como Evelyn Rawski, Mark Elliott, Pamela Kyle Crossley e James Millward, continuou Li, "vêem a história da China de um ponto de vista imperialista, com pontos de vista imperialistas e olhos imperialistas, considerando a China 'tradicional' como um 'império, 'considerando a dinastia Qing como 'imperialismo da dinastia Qing'."